# SpaceX CRS-9
SpaceX CRS-9 (SpX-9) – misja statku transportowego Dragon, wykonana przez prywatne przedsiębiorstwo SpaceX na zlecenie amerykańskiej agencji kosmicznej NASA w ramach programu Commercial Resupply Services w celu zaopatrzenia Międzynarodowej Stacji Kosmicznej.

## Przebieg misji

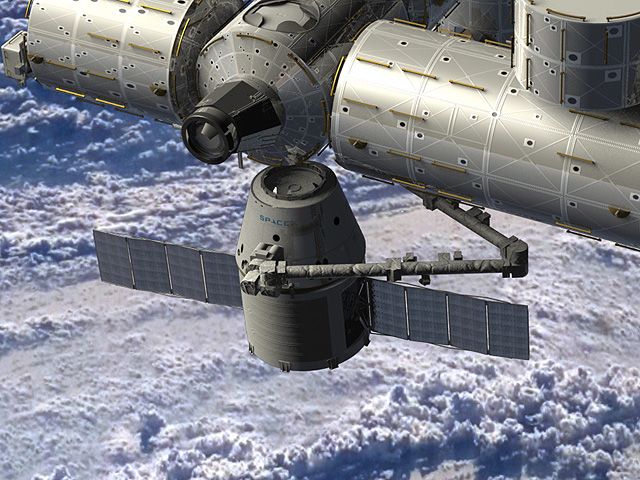
Wizualizacja dokowania statku Dragon do ISS przy pomocy Canadarm2

Start misji nastąpił 18 lipca 2016 roku o 04:45:29 czasu UTC. Rakieta nośna Falcon 9 FT w wersji Full Thrust wystartowała ze statkiem Dragon z platformy startowej SLC-40 z kosmodromu Cape Canaveral Air Force Station. W ciągu dwóch dni na orbicie Dragon zbliżył się do ISS i 20 lipca 2016 o 10:56 UTC został uchwycony przez mechaniczne ramię Canadarm2. Następnie został on przyciągnięty do portu dokującego w module Harmony i o 14:03 UTC nastąpiło jego cumowanie do stacji.
17 sierpnia 2016 roku przeniesiono przy pomocy Canadarm2 Międzynarodowy Adapter Dokujący nr 2 (IDA-2) z ładowni Dragona na odległość ok. metra do Hermetycznego Adaptera Cumowniczego nr 2 (PMA-2), który jest połączony z modułem Harmony. 19 sierpnia IDA-2 został przyłączony do PMA-2, a ostateczny montaż i podłączenie okablowania nastąpiło tego samego dnia podczas spaceru kosmicznego.
Statek Dragon odłączył się od ISS 25 sierpnia 2016 roku o 21:00 UTC, a następnie został odciągnięty od stacji przez Canadarm2 i wypuszczony kolejnego dnia o 10:11 UTC. Po 5 godzinach statek rozpoczął manewr powrotu na Ziemię. Misja zakończyła się lądowaniem kapsuły powrotnej statku w wodach Pacyfiku w pobliżu wybrzeża Półwyspu Kalifornijskiego o 15:47 UTC.
Po separacji pierwszego stopnia rakiety Falcon 9 w czasie startu, przedsiębiorstwo SpaceX wykonało zakończoną sukcesem próbę jego lądowania na specjalnie przygotowanym lądowisku na Przylądku Kennedy'ego.

## Ładunek

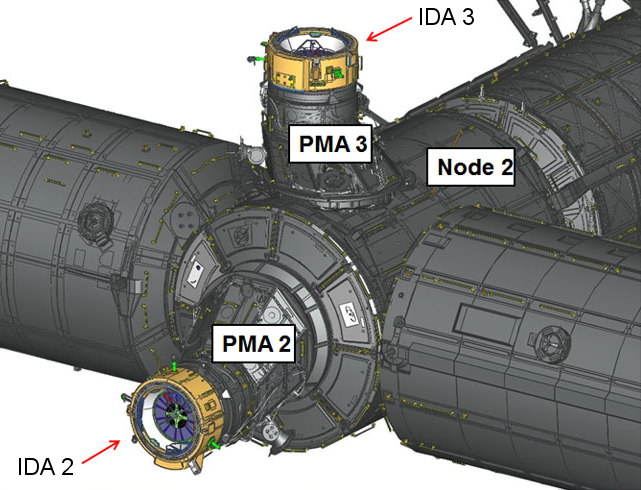
Grafika przedstawiająca IDA-2 i IDA-3 zamontowane na odpowiednio PMA-2 i PMA-3

Dragon wyniósł na orbitę Międzynarodowy Adapter Dokujący nr 2 (IDA-2), który znajduje się w ładowni statku. Następnie zostanie on przeniesiony ze statku na Hermetyczny Adapter Cumowniczy nr 2 (PMA-2) przez Canadarm2. IDA-2 to ważący 467 kg metalowy pierścień o średnicy ok. 240 cm skonstruowany przez firmę Boeing na zlecenie NASA. Jego zamontowanie na PMA-2 pozwoli wykorzystać ten port cumowniczy do transportu na stację zaopatrzenia i astronautów, w szczególności w czasie misji załogowych realizowanych w ramach programu Commercial Crew Program. W późniejszym czasie na ISS dostarczony zostanie kolejny identyczny adapter (IDA-3), który zostanie zamontowany na PMA-3.
W module ciśnieniowym Dragona znajdowało się 1790 kg zaopatrzenia dla ISS, w tym:
- 930 kg materiałów do eksperymentów naukowych (m.in. badania nad możliwością sekwencjonowania DNA w kosmosie oraz nad utratą masy kostnej, a także wydajne ogniwo słoneczne do przetestowania),
- 370 kg zaopatrzenia dla załogi (m.in. nowy wymiennik ciepła, lepsze środki ochrony komputerów przed promieniowaniem w kosmosie),
- 280 kg sprzętu potrzebnego do sprawnego funkcjonowania stacji,
- 127 kg wyposażenia potrzebnego do EVA,
- 54 kg zaopatrzenia dla rosyjskiego segmentu stacji,
- 1 kg środków elektronicznych.

Statek Dragon dostarczył również zaopatrzenie dla stacji i załogi. Ponadto na pokładzie znalazły się także materiały do eksperymentów naukowych dotyczących możliwości sekwencjonowania DNA w kosmosie i badań nad utratą masy kostnej. Oprócz tego Dragon zabrał ze sobą również nowy wymiennik ciepła, lepsze środki ochrony komputerów przed promieniowaniem w kosmosie oraz wydajne ogniwa słoneczne. Wszystkie te urządzenia mają być przetestowane na ISS.

## Galeria

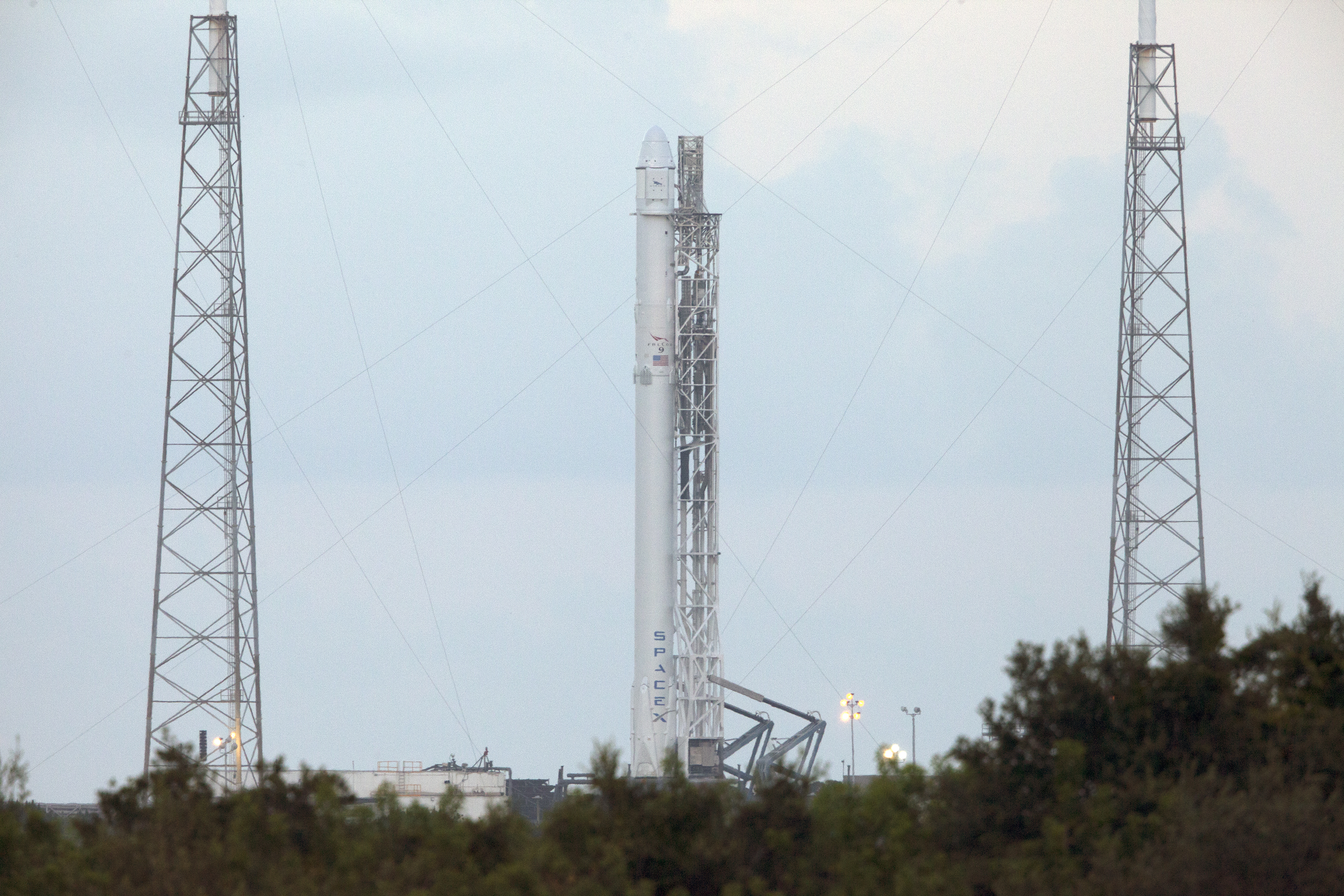
Rakieta Falcon 9 ze statkiem Dragon na platformie startowej
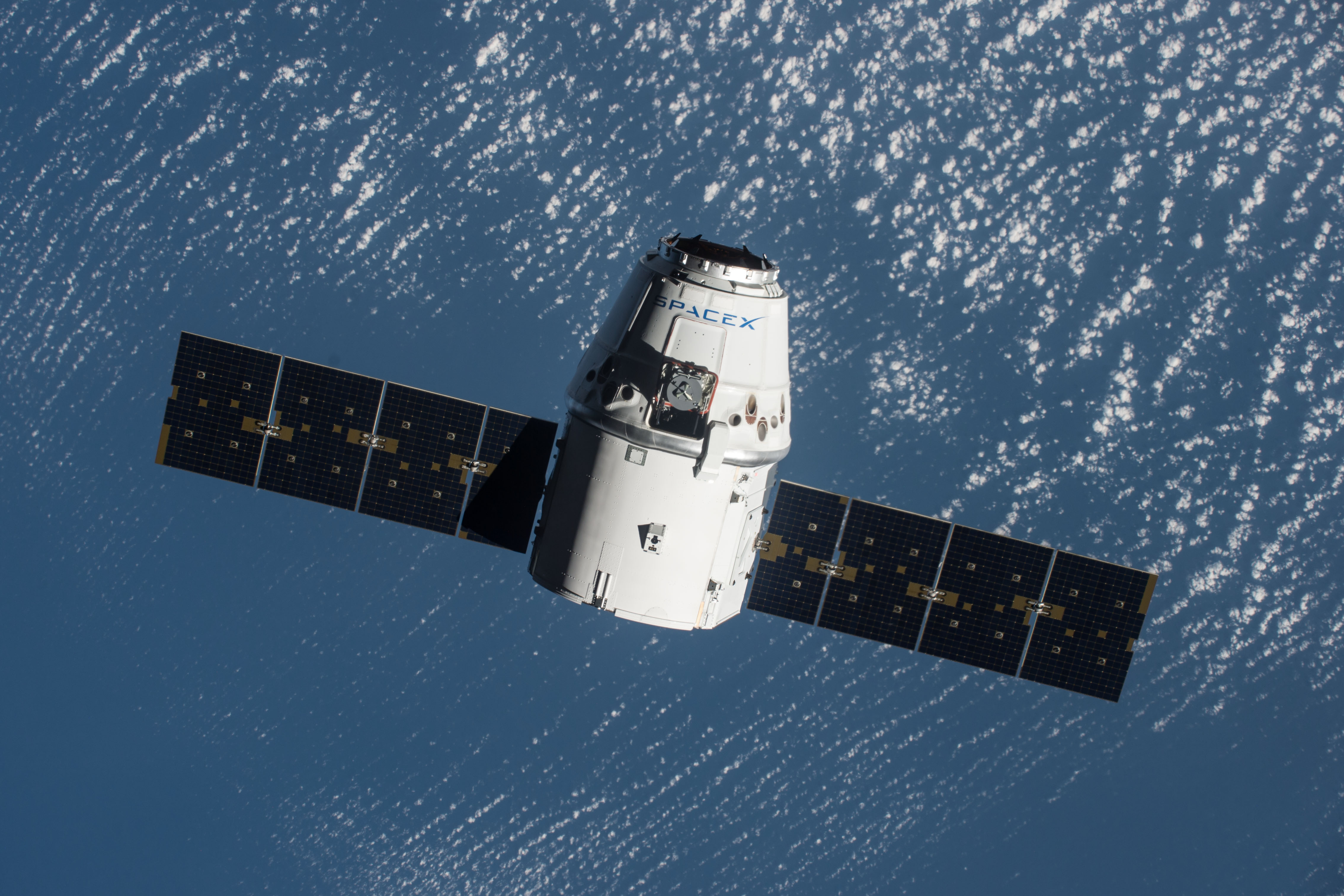
Statek Dragon zbliżający się do ISS
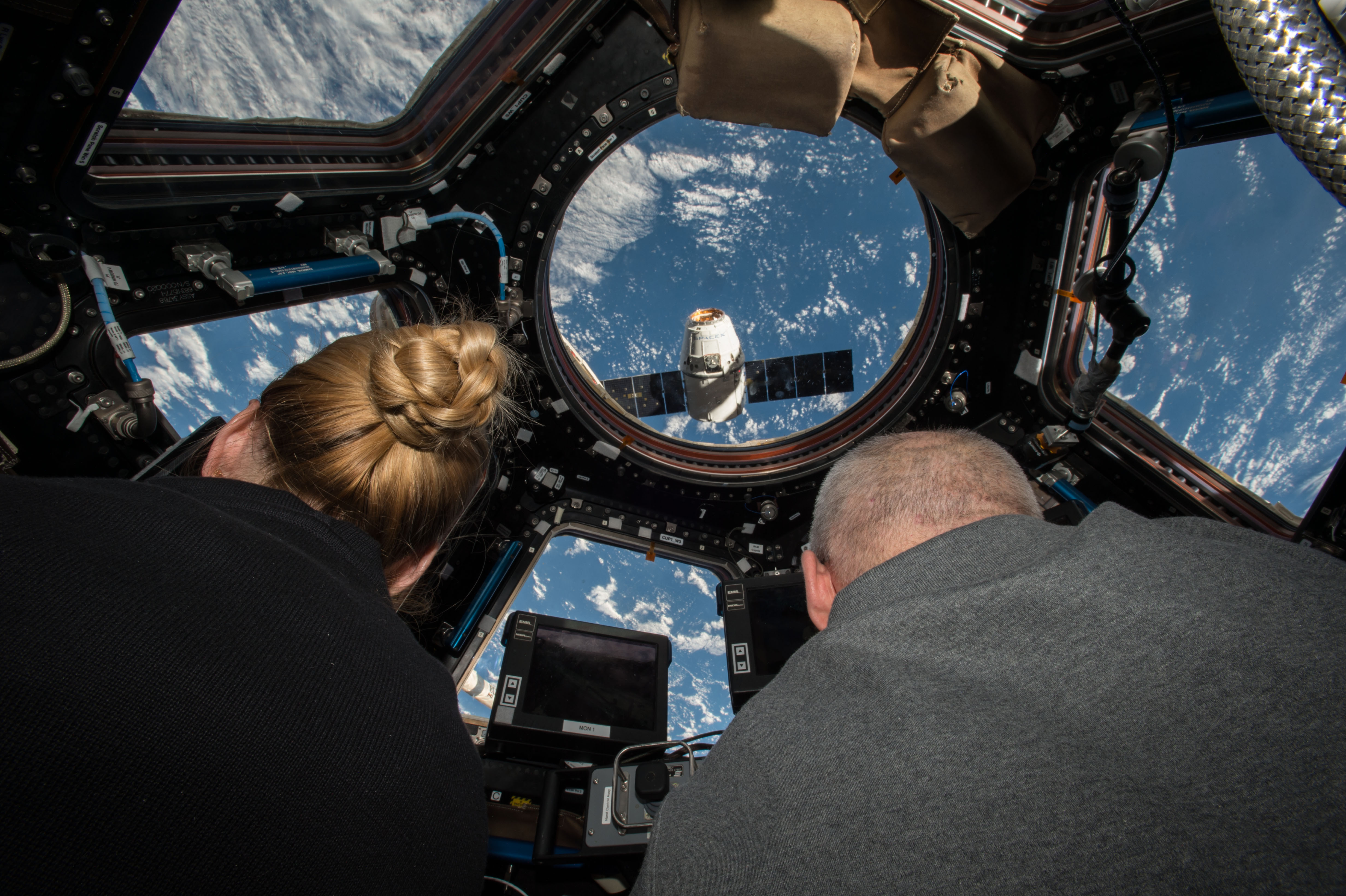
Astronauci Kathleen Rubins i  Jeffrey Williams sterują Canadarm2 z modułu Cupola w celu uchwycenia statku Dragon
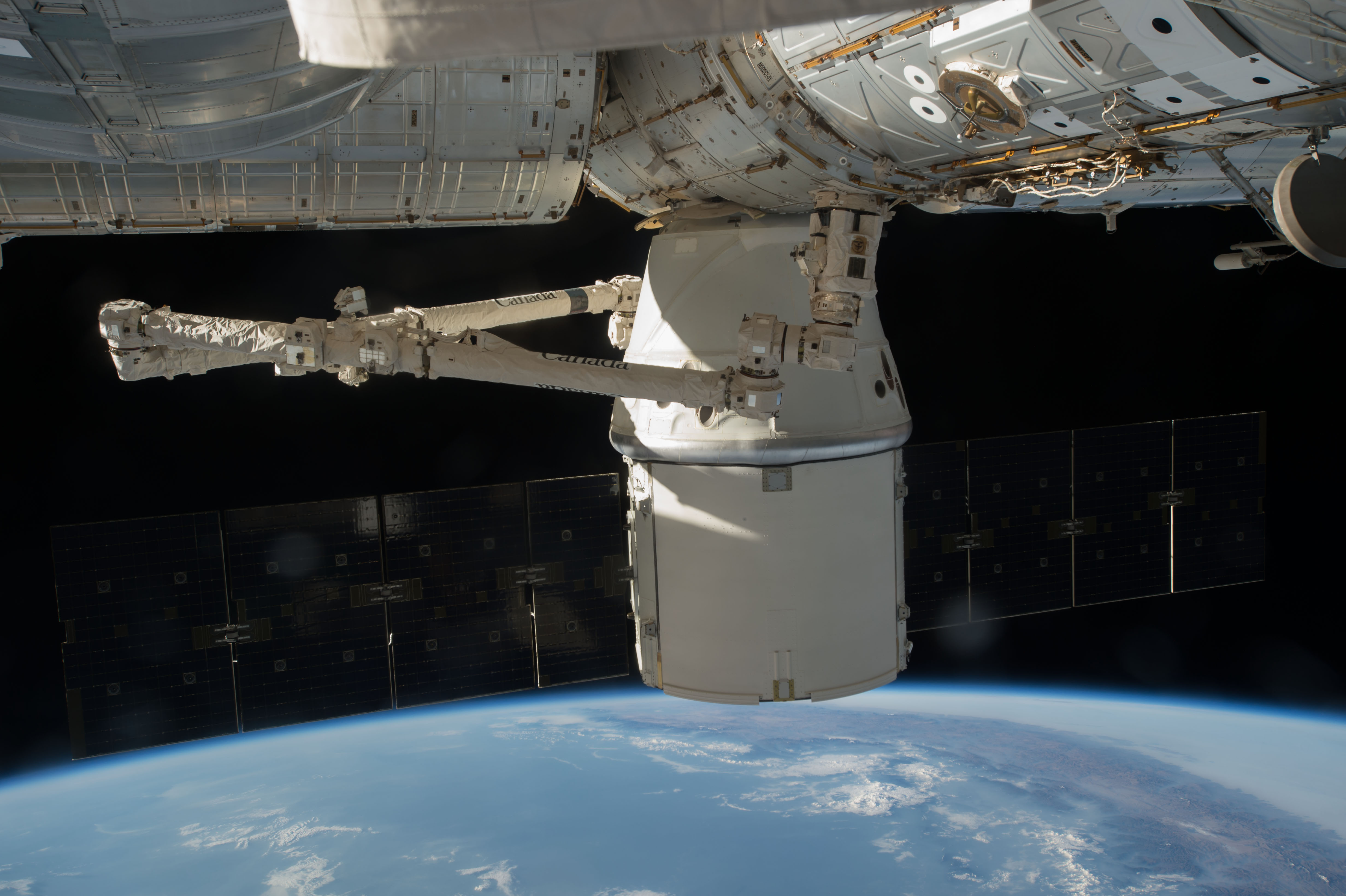
Dragon zacumowany do modułu Harmony
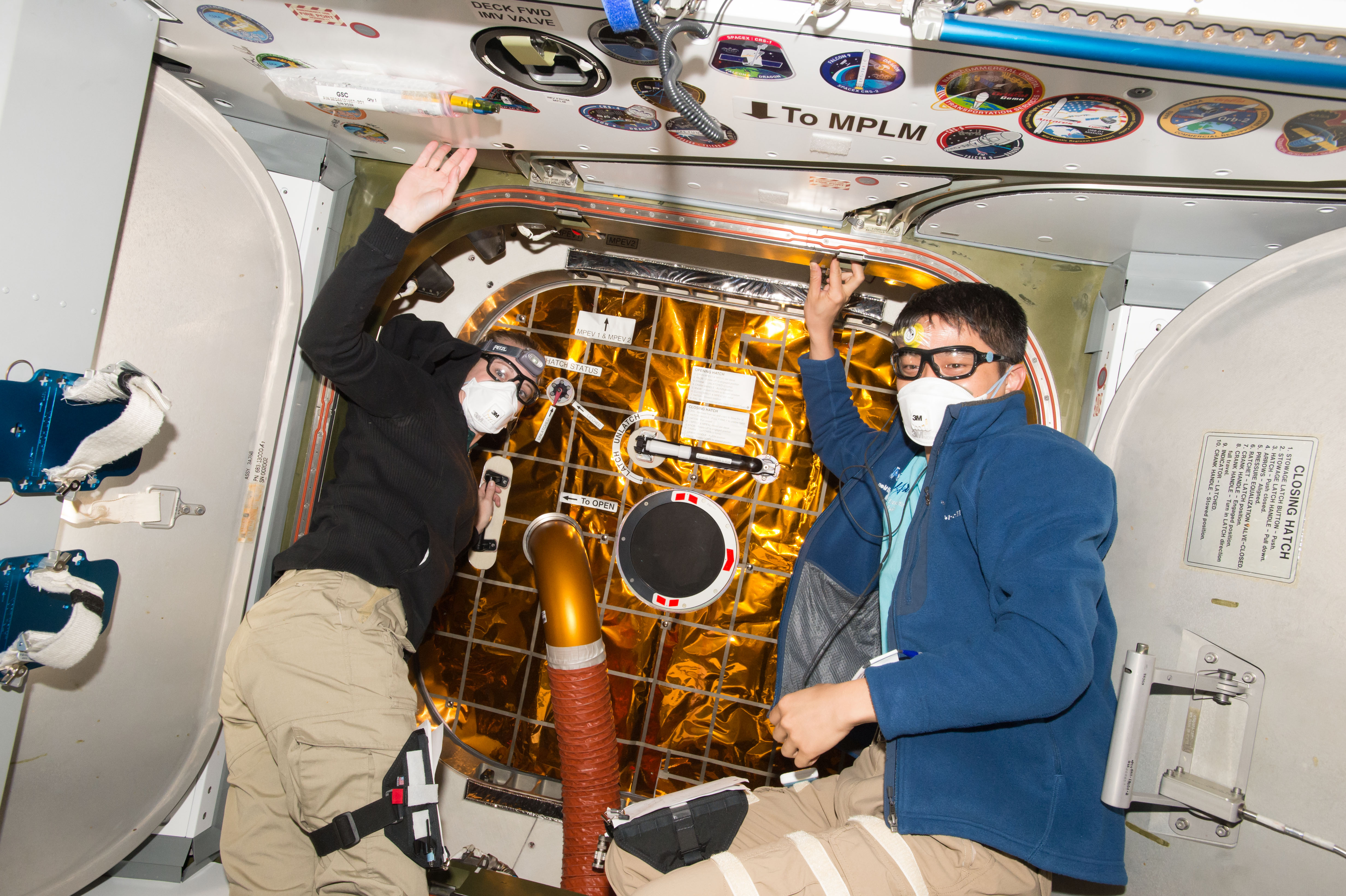
Astronauci Kathleen Rubins i Takuya Ōnishi podczas otwierania włazu do statku Dragon